# Pommersches Urkundenbuch
Pommersches Urkundenbuch (PU) – zbiór dokumentów średniowiecznych dotyczących Pomorza Zachodniego, których opracowanie w drugiej połowie XIX wieku rozpoczął szczeciński archiwista Richard Klempin (1816-1874). 
Pierwszy tom ukazał się w 1868 roku. Ukazało się 11 tomów, z tego sześć tomów w latach 1868-1907 (PU Bd. I-VI, Szczecin 1868-1907) oraz siódmy w 1940 roku (PU Bd. VII, Szczecin 1940). Kolejne cztery tomy wydano po drugiej wojnie światowej, w latach 1958-1990 (Bd VIII-XI. Köln-Graz 1958-1990).

## Spis tomów
- Bd. 1. Abt. 1: Robert Klempin: 786–1253. Regesten, Berichtigungen und Ergänzungen zu Hasselbach's und Kosegarten' s Codex Pomeraniae diplomaticus. In Commission bei Th. von der Rahmer, Szczecin 1868. (Kujawsko-Pomorska Biblioteka Cyfrowa)
- Bd. 1. Abt. 2: Rodgero Prümers: Annalen und Abt-Reihe des Klosters Colbatz, Todtenbuch und Abt-Reihe des Klosters Neuencamp, Personen und Orts-Register. In Commission bei Th. von der Rahmer, Szczecin 1877 (Kujawsko-Pomorska Biblioteka Cyfrowa)
- Bd. 2. Abt. 1: Rodgero Prümers: 1254–1278. In Commission bei Th. von der Rahmer, Szczecin 1881 (Kujawsko-Pomorska Biblioteka Cyfrowa)
- Bd. 2. Abt. 2: Rodgero Prümers: 1278–1286. In Commission bei Th. von der Rahmer, Szczecin 1885 (Kujawsko-Pomorska Biblioteka Cyfrowa)
- Bd. 3. Abt. 1: Rodgero Prümers: 1287–1295. Friedr. Nagelsche Buchhandlung, Szczecin 1888 (Kujawsko-Pomorska Biblioteka Cyfrowa)
- Bd. 3. Abt. 2: Rodgero Prümers: 1296–1300 : mit Personen-, Orts- und Sachregister für den II. u. III Band. Friedr. Nagel (Paul Niekammer), Stettin 1891 (Kujawsko-Pomorska Biblioteka Cyfrowa)
- Bd. 4. Abt. 1: Georg Winter (Historyk)|Georg Winter: 1301–1306. Paul Niekammer, Szczecin 1902 (Kujawsko-Pomorska Biblioteka Cyfrowa)
- Bd. 4. Abt. 2: Georg Winter: 1307–1310. Paul Niekammer, Szczecin 1903 (Kujawsko-Pomorska Biblioteka Cyfrowa)
- Bd. 5. Abt. 1: Otto Heinemann: 1311–1316. Paul Niekammer, Szczecin 1903 (Kujawsko-Pomorska Biblioteka Cyfrowa')
- Bd. 5. Abt. 2: Otto Heinemann: 1317–1320. Paul Niekammer, Szczecin 1905 (Kujawsko-Pomorska Biblioteka Cyfrowa)
- Bd. 6. Abt. 1: Otto Heinemann: 1321–1324. Paul Niekammer, Szczecin 1906 (Kujawsko-Pomorska Biblioteka Cyfrowa)
- Bd. 6. Abt. 1: Otto Heinemann: 1325. Nebst Nachträgen und Ergänzungen zu Band I-VI,1. Paul Niekammer, Szczecin 1907 (Kujawsko-Pomorska Biblioteka Cyfrowa)
- Bd. 7: Hans Frederichs u. Erich Sandow: 1326–1330 : Mit Nachträgen zu Bd. 1 - 7. Aalen 1958
- Bd. 8: Erwin Assmann: 1331–1335, Köln 1961
- Bd. 9: Brigitte Poschmann: 1326–1335 Register zu Band 7 und 8. Köln 1962
- Bd. 10: Klaus Conrad: 1336–1340 / Teil 1. Urkunden. Köln 1984
- Bd. 10: Klaus Conrad: 1336–1340 / Teil 2. Register. Köln 1984
- Bd. 11: 1341–1345 / Teil 1. Urkunden. Köln 1990
- Bd. 11: 1341–1345 / Teil 2. Register. Köln 1990